# Chłopiec na galopującym koniu
Chłopiec na galopującym koniu – polski czarno-biały film psychologiczny z 2006 roku, na podstawie opowiadania Dziki jeździec Tarjeia Vesaasa.
Zdjęcia plenerowe realizowano w: Gdańsk (m.in. hotel „Dom Nauczyciela”), Gdynia Orłowo (okolice klifu), Łódź (szpital im. Kopernika), Jeleniewo, Przodkowo, Stężyca, Wiżajny, Wydminy, Wygoda Łączyńska (kościół).

## Obsada
- Piotr Bajor − Jerzy
- Aleksandra Justa − Maria
- Krzysztof Lis − Jasiek
- Krzysztof Radkowski − Tomasz
- Władysław Kowalski − ordynator
- Anna Seniuk − starsza pielęgniarka
- Teresa Sawicka − pielęgniarka z Izby Przyjęć
- Małgorzata Hajewska-Krzysztofik − sprzedawczyni w cukierni
- Marek Kasprzyk − portier
- Bartłomiej Bobrowski − młody pisarz
- Anna Sarna − kobieta rozmawiająca z Tomaszem przy kościele

i inni